# 가지안테프 대학교
가지안테프 대학교(튀르키예어: Gaziantep Üniversitesi)는 튀르키예 가지안테프에 위치한 국립 대학교이다. 튀르키예에서 가장 우수한 대학교 중 하나로 간주되며 과학 및 기술 연구에 중점을 둔 20개의 학부를 두고 있다.
가지안테프은 튀르키예 남동부 서부의 가장 큰 무역 및 산업 중심지이다. 가지안테프 대학교는 1987년 6월 27일에 국립 대학교로 설립되었지만, 대학교는 1973년 중동기술대학교의 분교였던 시절부터 시작되었다. 주 캠퍼스는 도시 중심부에 인접한 가지안테프에 위치하며, 분교는 인접 도시에 있다.
20개의 학부, 5개의 연구소, 2개의 학교 그리고 11개의 전문 학교가 있다.
2019년 모든 학부와 대학에서 학생을 받는 학과와 프로그램의 총 수는 146개였다.
가지안테프 대학교는 2020년부터 2021년까지 Times Higher Education World University Rankings에서 1000위 안에 들었다. World Rankings 2021 Times Higher Education
| Ranking | Position     |
| ------- | ------------ |
| THE     | 1001+ (2021) |
| UNSWR   | 874 (2021)   |
| URAP    | 1655 (2021)  |

가지안테프 대학교는 시험을 통해 국제 학생 지원자를 받는다.
대학교에는 500명 수용 규모의 체육관 2개(기숙사 단지 내에 1개 포함), 피트니스 센터 1개, 레슬링 센터 1개, 실외 농구장, 배구장, 축구장, 잔디밭과 인조 잔디밭, 테니스 코트, 반올림픽 수영장 등이 있다.
GAÜN SPORİUM에는 반올림픽 수영장, 피트니스 센터, 터키에서 가장 높은 실내 등반 벽, 농구장, 배구장, 핸드볼 코트, 볼링장, 남녀 사우나, 당구장, 탁구장, 풋볼, 에어하키 등이 있다.
행사는 대부분 캠퍼스 내에 위치한 현대적인 디자인의 마베라 컨벤션 센터에서 개최된다. 또한 문학과학부, 공학부, 경제 및 행정 과학부, 외국어학과, 중앙 도서관 강당에서 다양한 학술 및 사회 활동이 진행된다.
캠퍼스 내에 위치한 3층 규모의 3,500명 수용 가능한 중앙 카페테리아에서 가지안테프 및 터키 요리의 맛있는 음식을 저렴하고 건강한 식사로 제공한다. 학생 식사는 전문 영양사의 감독 하에 계절별로 학생들에게 필요한 칼로리 및 기타 영양소를 계산하여 그 필요를 충족시키도록 준비된다.
중앙 카페테리아는 평일에 점심 식사를 제공하며, 저녁과 휴일에는 학생들이 기숙사와 캠퍼스 내 특별 카페테리아를 이용할 수 있다.
중앙 캠퍼스에 있는 상점가에는 제과점, 식당, 카페 등 학생들이 이용할 수 있는 식음료 매장이 있다.
대학교는 가지안테프 외 모든 캠퍼스에서 학생들에게 식사를 제공한다.
대학은 부서, 도서관, 컴퓨터 센터 등 여러 장소에 빠른 인터넷 연결을 제공하는 액세스 포인트를 갖추고 있다. 일부 부서와 컴퓨터 센터에는 무선 액세스 포인트가 있으며, 현재 정보 처리 부서와 여러 부서에서 무선 액세스를 제공한다.
중앙 캠퍼스와 외부 캠퍼스를 포함하여 710개 지점(외부 액세스 포인트 20개 포함)에 무선 액세스 포인트를 통해 고속 인터넷을 제공한다.

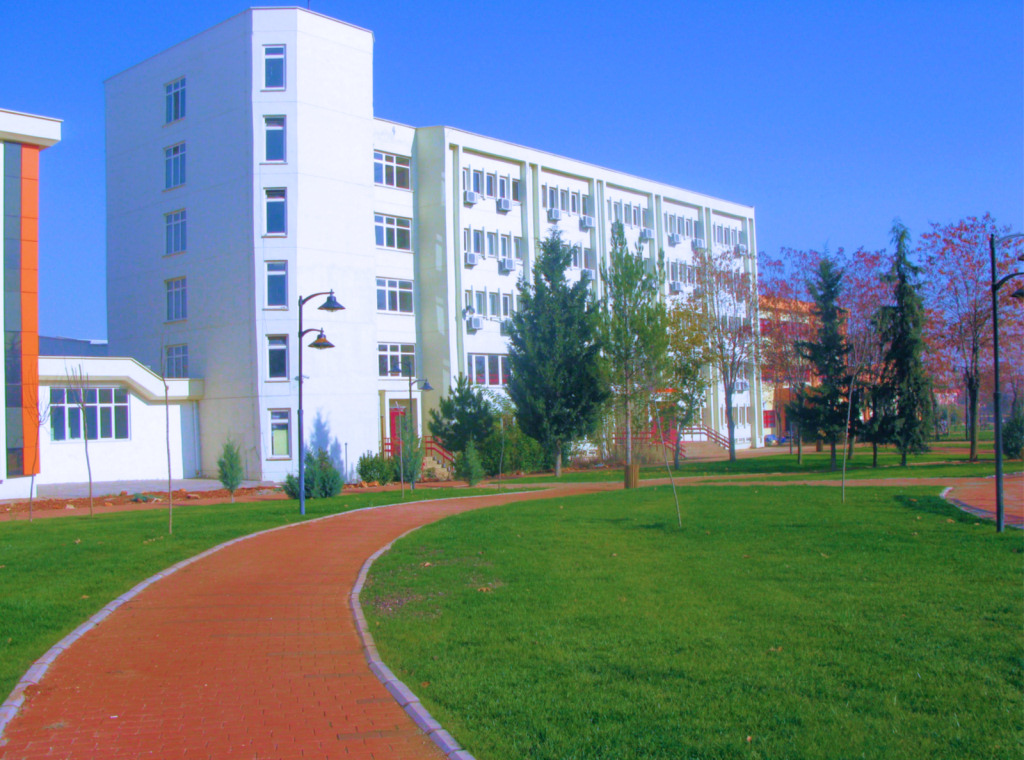
가지안테프 문학과학부

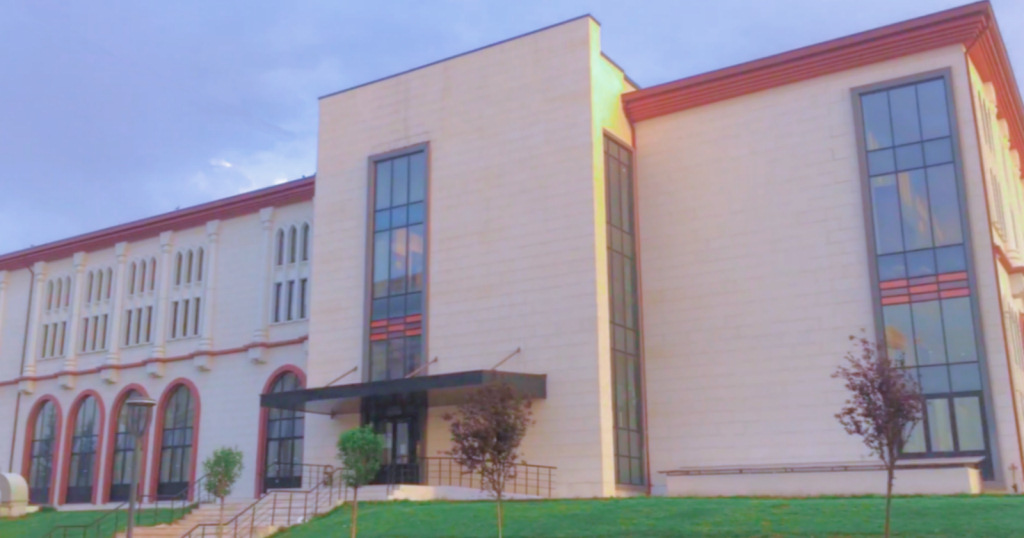
가지안테프 법학부

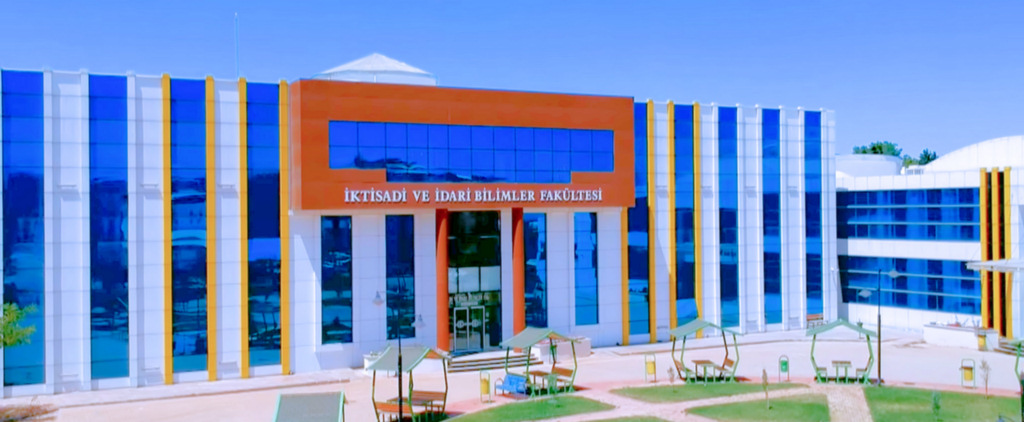
가지안테프대학교 경제 및 행정 과학부

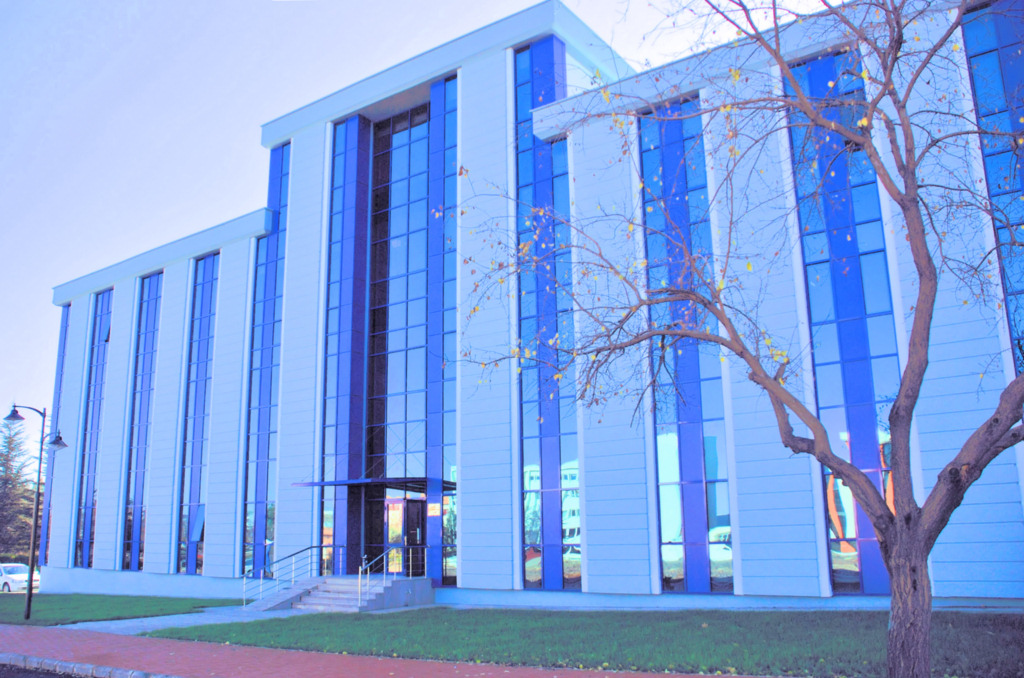
가지안테프 산업 공학

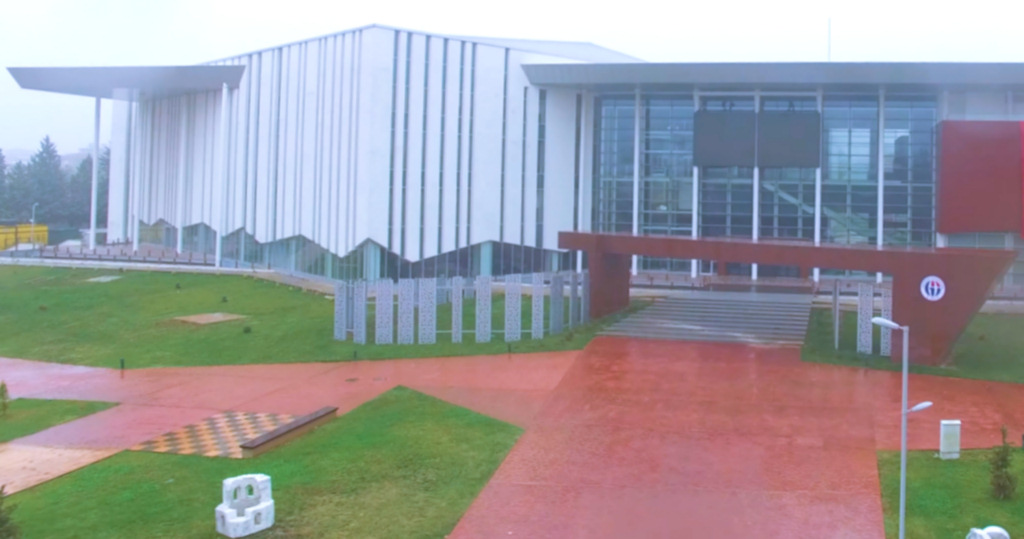
가지안테프대학교 회의 및 예술 센터